# 意匠の国際登録に関するハーグ協定
意匠の国際登録に関するハーグ協定（いしょうのこくさいとうろくにかんするハーグきょうてい、略称：ハーグ協定、英：Hague Agreement Concerning the International Registration of Industrial Designs）は、1925年に作成された意匠の国際登録について定める国際条約である。

## 概要
本協定は、世界知的所有権機関 (WIPO) が管理している。かつては「意匠の国際登録に関するヘーグ協定」とも呼ばれた。「ヘーグ」は「ハーグ」の英語読みである。本協定の締約国は、同盟（ハーグ同盟）を形成する。
本協定は、複数の国で意匠登録を行う際の手続を簡素化するための条約で、1934年のロンドン改正協定（ロンドン・アクト）、1960年のヘーグ改正協定（ヘーグ・アクト）、1999年のジュネーブ改正協定（ジュネーブ・アクト）の各改正協定（アクト）に基づく3つの制度が併存している。
ロンドン改正協定は、WIPOに意匠を寄託することで締約国での保護が受けられる制度である。ヘーグ改正協定では、指定国制度が導入され、各指定国が国際登録を拒絶できることとされた。しかし、意匠制度は国による相違が大きく、実体審査制度を有する国ではこれらの改正条約を締結することは困難であった。そこで、ジュネーブ改正協定では、より多くの国・機関が締結することができるように、指定国に認められる拒絶通報期間が延長されるとともに、欧州連合知的財産庁 (EUIPO) のような政府間機関が締結できるようにされた。ジュネーブ改正協定は、2003年12月23日に発効している。

## 経緯
本協定は、1925年11月6日にオランダのデン・ハーグにおいて、意匠の国際寄託に関するハーグ協定（いしょうのこくさいきたくにかんするハーグきょうてい、英：Hague Agreement Concerning the International Deposit of Industrial Designs）として作成された。発効は、1928年6月1日。
その後、1934年にロンドンで、1960年にハーグで改正され（1961年のモナコ追加協定により補足）、1967年にストックホルム補足協定 (Complementary Act of Stockholm) が作成され、1975年にジュネーブ議定書 (Protocol of Geneva) が作成され、1979年に修正された。そして、1999年に意匠の国際登録に関するハーグ協定のジュネーブ改正協定 (Geneva Act) が作成されている。

## 締約国
締約国は62ヶ国・機関（2014年7月1日現在）。
日本では、2014年の第186回国会でジュネーブ改正協定の締結が承認された。2015年2月13日に加入書を寄託し、同年5月13日に日本において効力が発生した。
なお、国会承認の際には、2014年4月22日に衆議院で承認された後に参議院に送付されたが、厚生省が提出していた地域医療・介護推進法案の資料に誤りがあったために参議院本会議の審議が中断したあおりを受けて参議院での審議に入ることができず、5月22日に自然承認された。条約の自然承認は6年ぶりのことであった。